# حسن قفطان
حسن بن علي السعدي الرباحي المعروف بـقفطان (1764 - 1861) لغوي وشاعر عراقي في القرن 19 م/13 هـ.  ولد في مدينة النجف ونشأ بها ودرس فيها، أخذ عن الميرزا القمي الأصول، وعن علي بن جعفر الفقه، واهتم بدراسة القاموس للفيروزبادي، واستخرج منه عدة رسائل. اتخذ الوراقة مهنة. أغلب شعره في الأئمة الاثنا عشر و ترك عدة رسائل في اللغة. توفي في النجف ودفن في العتبة العلوية. ابنه هو إبراهيم قفطان.

## سيرته
ولد حسن بن عليّ بن نجم بن عبد الحسين قفطان السعدي الرباحي ولد في النجف سنة 1178 هـ/ 1764 م (أو يقال 1199 هـ/ 1785 م) ونشأ بها، وقرأ المقدّمات الأدبية والشرعية على عدة من الأفاضل، ثمّ حضر الأبحاث العالية في الفقه على علي كاشف الغطاء، وفي الأُصول على أبي القاسم القمي صاحب (ضوابط الأُصول)، و محمد حسن صاحب الجواهر واختص به ولازمه زمناً طويلا، وكان أُستاذه الأخير يحيل إليه وإلى أبيه تصحيح كتابه جواهر الكلام ووراقته حتى قيل : لولاهما لما خرج كتاب الجواهر، لأنّ خطّ المؤلف كان رديئاً جدّاً.

وكان حسن قفطان من مقدمي فقهاء الطائفة مشاركاً في العلوم كافة، ومن شيوخ الأدب، اتخذ الوراقة مهنة له وورث ذلك عنه أبناؤه وأحفاده.
توفي بالنجف سنة 1278 هـ/1861 م ودفن في العتبة العلوية بالصحن الشريف عند الإيوان الكبير المتصل بمسجد عمران.

## شعره
له قصائد وقطع في كتاب شعراء الغري، وكتب البند (وهو كلام موقع يعتمد التفعيلة ابتكره العراقيون.) أكثر شعره في بعض دواعي الاجتماع من المدح والاستهداء والعتاب، وقد استخدم التشطير كعادة شعراء زمانه، وكتب البند الذي كان يعد فنًا جديدًا في حينه، تتلاءم مفرداته مع الغرض والسياق الخاص ما بين المديح التاريخي المذهبي وبين التهاني والاخوانيات. 

## مؤلفاته
- أمثال القاموس.
- الأضداد.
- رسالة في الأفعال اللازمة المتعدية.
- طبّ القاموس.

## وصلات خارجية
- في بوابة الشعراء لحمد الحجري